# Arboridia kratochvili
Arboridia kratochvili är en insektsart som först beskrevs av Lang 1945.  Arboridia kratochvili ingår i släktet Arboridia och familjen dvärgstritar. Inga underarter finns listade i Catalogue of Life.